# Governo Depretis IV
Il governo Depretis IV è stato il ventunesimo esecutivo del Regno d'Italia, il quarto guidato da Agostino Depretis.  
Esso, nato in seguito alle dimissioni del governo precedente, è stato in carica dal 29 maggio 1881 al 25 maggio 1883 (sebbene già dimissionario dal precedente 23 maggio), per un totale di 726 giorni, ovvero 1 anno, 11 mesi e 26 giorni.

## Compagine di governo

### Appartenenza politica
| Partito | Partito          | Presidente | Ministri | Totale |
| ------- | ---------------- | ---------- | -------- | ------ |
|         | Sinistra storica | 1          | 9        | 10     |
|         | Destra storica   | -          | 1        | 1      |

### Situazione parlamentare
NOTA: Ai tempi del Regno d'Italia, poiché secondo lo Statuto Albertino il governo rispondeva nei fatti al solo Re, la fiducia parlamentare in senso moderno non era obbligatoria (ed in tal senso vari sono stati i casi di formazione di un governo palesemente privo di tale supporto). La prassi di determinare la sopravvivenza dell’esecutivo in base al supporto parlamentare, dunque, si è andata sviluppando solo successivamente, specie con l’ascesa dei partiti di massa e con l’introduzione del sistema proporzionale, in tempi molto più tardi rispetto all’unità, ed ufficialmente solo con la Costituzione della Repubblica Italiana. Per questo motivo, il grafico sottostante espone, secondo ricostruzioni e dichiarazioni, nonché secondo la composizione del governo, l’eventuale supporto che questo avrebbe o ha ottenuto.
Fino al 22 novembre 1882 (XIV legislatura):
| Camera              | Collocazione | Partiti                    | Seggi     |
| ------------------- | ------------ | -------------------------- | --------- |
| Camera dei deputati | Maggioranza  | DEM (218), PLC-D. (46)     | 264 / 508 |
| Camera dei deputati | Opposizione  | PLC (125), DEM-D./ER (119) | 244 / 508 |

Dal 22 novembre 1882 (XV legislatura):
| Camera              | Collocazione | Partiti                            | Seggi     |
| ------------------- | ------------ | ---------------------------------- | --------- |
| Camera dei deputati | Maggioranza  | DEM (289)                          | 289 / 508 |
| Camera dei deputati | Opposizione  | PLC (147), ER/DEM-D. (63), IND (9) | 219 / 508 |

## Composizione
| Carica                                | Titolare                                        | Titolare                                        | Titolare                                        |
| Presidenza del Consiglio dei ministri | Presidenza del Consiglio dei ministri           | Presidenza del Consiglio dei ministri           | Presidenza del Consiglio dei ministri           |
| ------------------------------------- | ----------------------------------------------- | ----------------------------------------------- | ----------------------------------------------- |
| Presidente del Consiglio dei ministri |                                                 |                                                 | Agostino Depretis (Sinistra storica)            |
| Ministero                             | Ministri                                        | Ministri                                        | Ministri                                        |
| Affari Esteri                         |                                                 |                                                 | Pasquale Stanislao Mancini (Sinistra storica)   |
| Agricoltura, Industria e Commercio    |                                                 |                                                 | Domenico Berti (Destra storica)                 |
| Lavori Pubblici                       |                                                 |                                                 | Alfredo Baccarini (Sinistra storica)            |
| Interno                               |                                                 |                                                 | Agostino Depretis (Sinistra storica)            |
| Pubblica Istruzione                   |                                                 |                                                 | Guido Baccelli (Sinistra storica)               |
| Guerra                                |                                                 |                                                 | Emilio Ferrero (Sinistra storica)               |
| Marina                                |                                                 |                                                 | Ferdinando Acton (Indipendente)                 |
| Finanze                               |                                                 |                                                 | Agostino Magliani (Sinistra storica)            |
| Grazia e Giustizia e Culti            |                                                 |                                                 | Giuseppe Zanardelli (Sinistra storica)          |
| Tesoro                                | Agostino Magliani (Sinistra storica) Ad interim | Agostino Magliani (Sinistra storica) Ad interim | Agostino Magliani (Sinistra storica) Ad interim |

## Cronologia

### 1881
- 29 maggio - Il governo giura dinnanzi al Re.

### 1882
- 22 gennaio - Il Parlamento vara una riforma elettorale: l'età degli elettori passa da 25 a 21 anni, venne abbassata la somma di denaro necessaria (da 40 a 19,80 lire) e consentiva di esprimere la propria preferenza anche con la sola seconda elementare. In conseguenza di ciò, ottengono il diritto di voto 2 017 829 italiani (in precedenza erano 621 896).[8]
- 15 febbraio - Papa Leone XIII accusa il governo di essere anticlericale e minaccia di trasferirsi in Austria[9].
- 10 marzo - Dopo aver preso precisi accorsi con il premier inglese Gladstone, il governo compra da Rubattino la baia di Assab, compiendo la prima tappa del colonialismo italiano[10].
- 20 maggio - Viene firmata a Vienna, in gran segreto, la Triplice alleanza[11].
- 25 settembre - È sciolta la Camera dei Deputati e convocati gli elettori per il 29 ottobre ed il 5 novembre; e il nuovo Parlamento per il 22 novembre.
- 5-12 novembre: Si svolgono le elezioni politiche: il governo, non dimessosi, vede aumentare la sua base di supporto, avendo la Sinistra storica ottenuto ben oltre la maggioranza dei seggi (289) e la maggioranza assoluta. Vengono eletti, per la prima volta, dei deputati dell’Estrema sinistra storica (ER), giunti a 44 seggi.

### 1883
- 12 maggio - Il deputato Giovanni Nicotera propone un ordine del giorno di sfiducia contro il governo, ma la proposta, nonostante l'appoggio di Felice Cavallotti, viene respinta; Depretis tuttavia - all'interno di un più ampio ragionamento sul trasformismo - nei giorni successivi preferirà "pilotare" una crisi di governo[12].
- 14 maggio - I ministri Giuseppe Zanardelli e Alfredo Baccarini, in contrasto con il Presidente del Consiglio, si dimettono.[13]
- 22 maggio - Nonostante un rimpasto dei ministri dimissionari, il governo opta, al fine di costituire un nuovo esecutivo più compatto, per le dimissioni. Il Re, dunque, riaffida l’incarico nuovamente a Depretis.
- 25 maggio - Con il giuramento del nuovo esecutivo termina ufficialmente l’esperienza di governo.